# Henk van Spaandonck
Henricus Josephus van Spaandonck (Roosendal, 25 giugno 1913 – 31 luglio 1982) è stato un calciatore olandese, di ruolo attaccante.